# Atelidea
Genre
Atelidea est un genre d'araignées aranéomorphes de la famille des Tetragnathidae.

## Distribution
Les espèces de ce genre se rencontrent au Sri Lanka et en Inde.

## Liste des espèces
Selon World Spider Catalog (version 18.5, 23/11/2017) :
- Atelidea nona Sankaran, Malamel, Joseph & Sebastian, 2017
- Atelidea spinosa Simon, 1895

## Publication originale
- Simon, 1895 : Histoire naturelle des araignées. Paris, vol. 1, p. 761-1084 (texte intégral).